# CollegeRadio
Das CollegeRadio ist das ursprüngliche, inzwischen veränderte Online-Angebot von Radiowissen, dem früheren Schulfunk des Bayerischen Rundfunks. Das CollegeRadio bot eine Auswahl von Sendungen, die von Radiowissen im Programm von Bayern 2 ausgestrahlt wurden, im Internet an, heute konzentriert es sich auf spezielle Materialien für Schulen.
Seit der Neugestaltung der Website des Bayerischen Rundfunks im Februar 2008 findet man Informationen zu den Sendungen unter dem Titel der Sendung (dies gilt für alle Sendungen des BR), darüber hinaus kann man die meisten Kurzfeatures und Beiträge sowie das Kalenderblatt als Podcast herunterladen.
Seit Oktober 1999 bot Radiowissen das CollegeRadio als Zusatzangebot im Internet an. Es wurden Bilder, Vorlagen für Arbeitsblätter, das Sendemanuskript sowie die Radiosendung als Livestream und zum Download angeboten. Das Urheberrecht zu sämtlichen Texten und Materialien liegt – soweit nicht anders angegeben – beim Bayerischen Rundfunk. 
Man konnte die in Zusammenarbeit mit der Redaktion Multimedia des Bayerischen Rundfunks aufbereiteten Beiträge in der Regel einige Tage nach der Hörfunk-Ausstrahlung abrufen. Durch das Internetangebot sind Interessenten nicht mehr von den Sendeterminen abhängig, der Sendungsinhalt kann beliebig oft angehört werden. Die zusätzlichen Materialien boten weiterführende Informationen an. Außerdem stand eine ganze Bibliothek von Themen zur Verfügung. Die abrufbaren Beiträge waren nach den Kategorien „Fächer“, „Schularten“ und dem alphabetisch geordneten „Themenindex“ sortiert.
Parallel zum sonstigen Internet-Angebot werden diese speziellen Zusatzangebote für Schulen weitergeführt – nur die Audio-Angebote und allgemeinen Sendungsinformationen finden sich jetzt im sonstigen Internetangebot des BR (Podcasts, Webseiten zu jeder Sendung). 